# أليكسي بوجاييف
أليكسي بوجاييف (الروسية: Алексей Иванович Бугаев) (25 أغسطس 1981 - 29 ديسمبر 2024)، هو لاعب كرة قدم روسي في مركز الدفاع، ولد في 25 أغسطس 1981 في موسكو في روسيا. شارك مع منتخب روسيا لكرة القدم. أما مع النوادي، فقد لعب مع توربيدو موسكو وتوم تومسك ولوكوموتيف موسكو ونادي خيمكي ونادي كراسنودار.

## مقتله
أعلنت وكالة تاس الروسية للأنباء يوم الأحد 29 ديسمبر 2024، مقتل أليكسي على الجبهة في الحرب مع أوكرانيا.

## وصلات خارجية
- أليكسي بوجاييف على موقع قاعدة بيانات كرة القدم.إي يو (الإنجليزية)
- أليكسي بوجاييف على موقع ناشيونال فوتبول تيمز (الإنجليزية)
- أليكسي بوجاييف على موقع Soccerway.com (الإنجليزية)
- أليكسي بوجاييف على موقع عالم كرة القدم.نت (الإنجليزية)